# Čeněk Hevera
Čeněk Hevera (7. prosince 1836 Kolín – 27. ledna 1896 Kolín) byl český politik za staročeskou stranu, organizátor hospodářského života na Kolínsku a odborný spisovatel. Podílel se na vzniku průmyslových podniků, usiloval o rozvoj družstevních záložen. V letech 1874–1889 zasedal v českém zemském sněmu a 1873–1891 na Říšské radě. Byl autorem řady publikací, zejména s ekonomickou a správní tematikou.

## Život

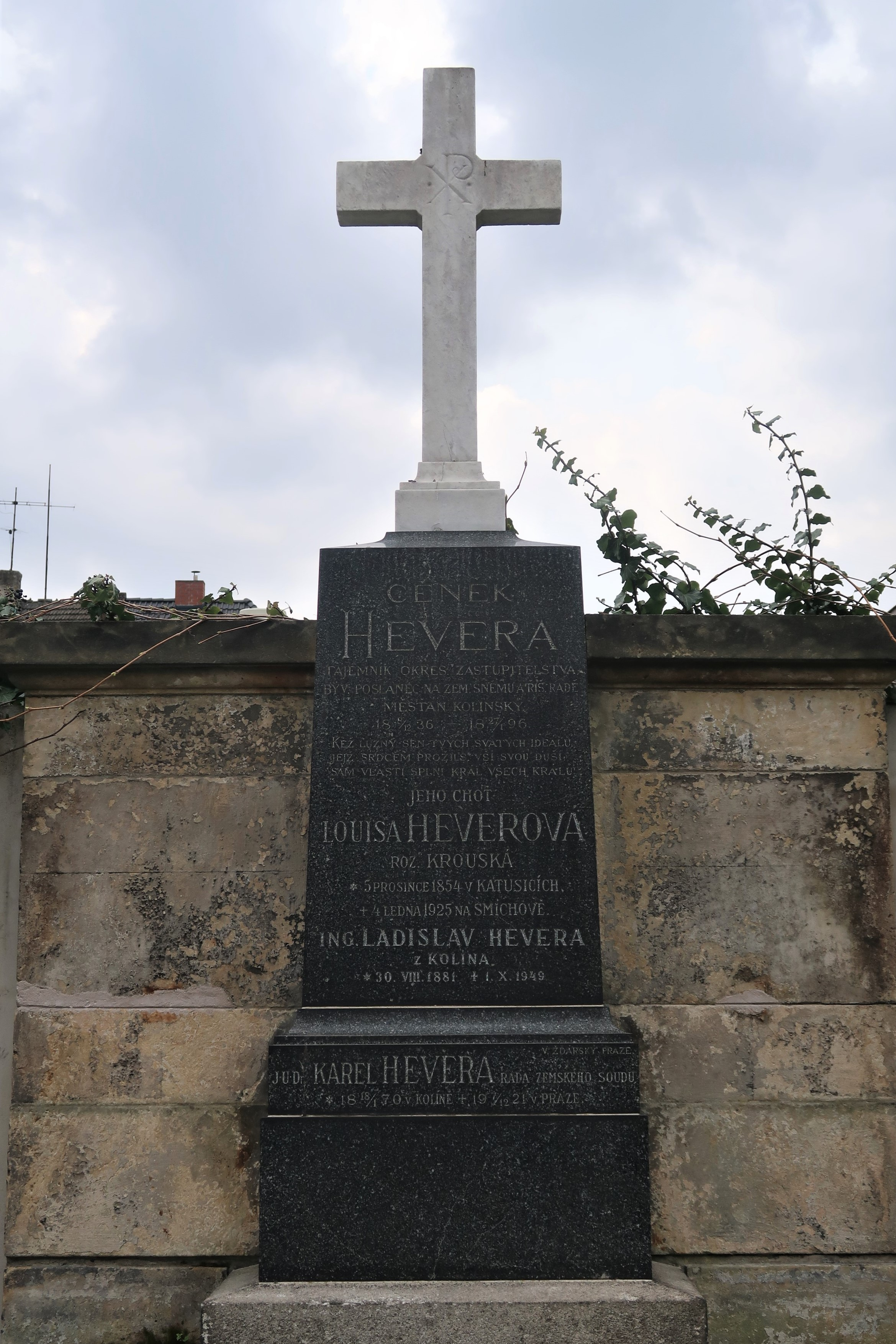
Hrobka rodiny Čeňka Hevery na Centrálním hřbitově v Kolíně

Narodil se v Kolíně 7. prosince 1836. Brzy ztratil oba rodiče a musel se starat o tři mladší bratry. Pevnou vůlí se mu ale podařilo překonat nesnáze a soukromě si zajistit vzdělání, které jiní získávali na vysokých školách.

### Národohospodářské aktivity
Pracoval nejprve na okresním úřadě v Přibyslavi a roku 1865 získal místo okresního tajemníka v Kolíně. Usiloval o rozvoj okresu. Jako člen výboru okresní hospodářské a průmyslové jednoty se podílel na založení banky, akciového skladu na střižní zboží a továrny na umělá hnojiva. Podporoval také české vlastenecké iniciativy. Jeho zásluhou byl také v Kolíně vybudován železný most.
Snažil se o rozvoj družstevních záložen. Reorganizoval kolínskou záložnu, která pak poskytovala rozsáhlé úvěry drobným rolníkům. Roku 1873 se na sjezdu v Mladé Boleslavi vyslovil pro podporu českých peněžních ústavů. O dva roky později byl povolán do komise pro povznesení hospodářského úvěru. Jeho názory se lišily od postojů dalších členů a když se je pokusil zveřejnit v deníku Politik, byl článek zkonfiskován.
V letech 1868–72 byl hlavním řečníkem na několika táborech lidu – ve Vysoké a Malíně na Kutnohorsku a v Ledči nad Sázavou. Počátkem 70. let také uskutečnil několik cest: 1870 po Čechách, Německu a Belgii, 1871 do Švýcarska a o dva roky později do Francie.

### Politické aktivity
V letech 1874–89 zasedal v Českém zemském sněmu jako poslanec staročeské strany za venkovské obce okresů Hradec Králové a Nechanice. V letech 1873–1891 byl rovněž poslancem rakouské Říšské rady. V prvních přímých volbách do Říšské rady roku 1873 získal mandát poslance za kurii venkovských obcí, obvod Kolín, Poděbrady atd. V souladu s tehdejší českou opoziční politikou pasivní rezistence ale mandát nepřevzal a do sněmovny se nedostavil, čímž byl jeho mandát i přes opakované zvolení prohlášen za zaniklý.
V roce 1879 Eduard Taaffe, tehdy představitel konzervativního německorakouského tábora, inicioval jednání s českou opozicí, na jejichž konci byl český vstup na Říšskou radu, zahájení aktivní politiky a přechod Čechů do provládního tábora. Ve volbách do Říšské rady roku 1879 byl Hevera zvolen za kurii venkovských obcí, obvod Kolín, Poděbrady atd. Nyní mandát převzal. Zaměřoval se zejména na národohospodářské otázky. Za tentýž volební obvod byl zvolen i ve volbách do Říšské rady roku 1885.
Po volbách v roce 1879 se na Říšské radě připojil k Českému klubu (jednotné parlamentní zastoupení, do kterého se sdružili staročeši, mladočeši, česká konzervativní šlechta a moravští národní poslanci). Jako člen parlamentního Českého klubu se uvádí i po volbách v roce 1885.
Jeho přičiněním získala Česká akademie věd a umění Šichův fond ve výši cca 48 tisíc zlatých.
Za zásluhy byl jmenován čestným občanem několika obcí a čestným členem řady spolků.

## Dílo
Hevera byl známý jako odborný spisovatel, zejména v oblasti národního hospodářství a veřejné správy. Knižně vydal např.:
- Švýcarsko, jeho ústava, jeho vláda, jeho samospráva (1875)
- Lesy v Čechách (1877)
- Vězenství a ústavy dobročinné (1882)
- Český kupec a živnostník : jejich daně a poplatky (1885)
- Obrana celní na ochranu českého rolnictví a průmyslu (1885, projev na hospodářském sjezdu v Chotěboři)
- Banka rakousko-uherská : (bývalá národní banka) : její podstata, nynější ústrojí a působnosť'' (1886)
- Daň a průmysl cukerní u nás a jinde (1887)
- Ochrana a obrana rolnictva proti následkům způsobeným krupobitím (1890), projev v Žehuni
- Švýcarské školství (1892)

Posmrtně vyšla Podrobná mapa okolí pražského a 365 odpoledních výletů z Prahy, na jejichž sestavení se podílel.